# Navarro County
Navarro County är ett administrativt område i delstaten Texas, USA, med 47 735 invånare (2010). Den administrativa huvudorten (county seat) är Corsicana. 

## Geografi
Enligt United States Census Bureau så har countyt en total area på 2 813 km². 2 611 km² av den arean är land och 205 km² är vatten. 

### Angränsande countyn
- Henderson County  (nordöst)
- Freestone County  (sydöst)
- Limestone County  (syd)
- Hill County  (sydväst)
- Ellis County  (nordväst)

## Orter
- Angus
- Barry
- Blooming Grove
- Corsicana
- Chatfield
- Dawson
- Emhouse
- Eureka
- Frost
- Goodlow
- Kerens
- Mildred
- Mustang
- Navarro
- Oak Valley
- Powell
- Purdon
- Pursley
- Retreat
- Rice
- Richland